# 蘇赫
蘇赫（穆麟德轉寫：suhe），黄佳氏，滿洲正藍旗，清朝政治人物、清朝工部尚書。
曾任倉場侍郎。康熙二十七年二月庚申，接替阿蘭泰，擔任清朝工部尚書，后改吏部尚書。由席柱接任。